# Факултет по науки за образованието и изкуствата (Софийски университет)
Факултетът по науки за образованието и изкуствата (ФНОИ) е най-големият факултет в структурата на Софийския университет.  
От 2019 година, декан на ФНОИ е проф. дпн Милен Замфиров.
В края на 2024 година, ФНОИ отбелязва 40 години от създаването си, като по повода се организира не само официално тържествено събитие, но и съпътстващи мероприятия. Публикуван е и Алманах с повече информация за историята и развитието на Факултета.  
Факултетът по науки за образованието и изкуствата е приемник на Факултета по начална и предучилищна педагогика (ФНПП) и на Факултета за подготовка на детски и начални учители (ФПДНУ). 
ФНОИ е създаден през 1983 г. като самостоятелно звено в структурата на Софийския университет „Св. Климент Охридски”. Първият випуск студенти е приет през академичната 1984/85 година в специалностите „Начална училищна педагогика“, „Предучилищна педагогика“ и „Дефектология“. 
Оноваването на факултета е важен акт, който дава възможност за подготовка на предучилищни и начални училищни педагози с висше образование. Първият випуск студенти е приет през академичната 1984/85 година в специалностите „Начална училищна педагогика“, „Предучилищна педагогика“ и „Дефектология“ .
През годините, в отговор на динамично променящите се изисквания пред образователната система и условията на пазара на труда, диапазонът на провежданото обучение се разширява, разкриват се нови специалности. През 2017 г. са разкрити две нови специалности в професионално направление „Изкуства“ – „Графичен дизайн“ и „Музикални медийни технологии и тонрежисура“, в които се подготвят професионалисти за сферата на културните и творческите индустрии. 
Към 2024 година, в структурата на факултета се включват седем катедри - „Предучилищна и медийна педагогика“, „Начална училищна педагогика“, „Специална педагогика“, „Логопедия“, „Социална педагогика и социално дело“, „Визуални изкуства“ и „Музика и мултимедийни технологии“. В тях се обучават близо 3000 студенти, над 90 докторанти и 1200 курсисти, в четири професионални направления – „Педагогика“, „Педагогика на обучението по…“, „Изобразително изкуство“ и „Музикално и танцово изкуство“. Има общо 12 бакалавърски специалности: „Предучилищна педагогика и чужд език“, „Предучилищна и начална училищна педагогика“, „Начална училищна педагогика и чужд език“, „Медийна педагогика и художествена комуникация“, „Социална педагогика“, „Специална педагогика“, Логопедия, Физическо възпитание и спорт, Изобразително изкуство, Графичен дизайн, Музика, Музикални медийни технологии и тонрежисура. Действащите магистърски програми са повече от 40, а докторските – 17. Във ФНОИ се обучават 240 чуждестранни студенти и докторанти.
Основите на научноизследователската и преподавателската дейност във факултета са положени от значими личности като проф. д-р Жечо Атанасов, проф. д-р Елка Петрова и проф. дмн Стефан Мутафов, които са и първите ръководители на катедри. Първият декан на ФНПП е доц. Павел Драганов (1983-1986), а следващите – проф. д-р Стойка Здравкова (1986-1989), проф. д-р Георги Ангушев (1989-1993), проф. д-р Георги Бижков (1993-2003), проф. дн Божидар Ангелов (2003-2011; 2015-2019), проф. д-р Димитър Гюров (2011-2015) и проф. дпн Милен Замфиров (2019 - до момента).
Към ФНОИ функционират - Център по кинезитерапия, който предлага консултации, профилактични и лечебни процедури; университетски център за подкрепа и консултиране на студенти със специални образователни потребности; университетски център „Академия за деца”, който подпомага семействата на преподаватели и служители в СУ чрез осигуряване на допълнителни възможности за целодневен и почасов престой на деца за анимация и за образователни услуги; терапевтична зала за подкрепа на деца със специални образователни потребности и лица с комуникативни нарушения, както и консултиране на родители и семейства; както и Галерия Алма Матер, която предоставя пространство за изложби  и изяви в областта на визуалните изкуства.
В своята мисия, ФНОИ се очертава като лидер в подготовката на педагози в предлаганите направления, като залага на качеството на обучението и квалификацията на учители и други специалисти, на навременното и адекватно реагиране на предизвикателствата и промените в образованието, както и на тенденциите и перспективите в педагогическите науки и изкуствата. 